# Будинок Товариства взаємного кредиту (Херсон)
Будинок Товариства взаємного кредиту (Херсон) – пам'ятка архітектури, колишній будинок Товариства взаємного кредиту, збудований проєктом архітектора Антона Сваріка.
Будинок №37 по вулиці Європейська (колишня Католицька). З-поміж фасадів сусідніх будинків вирізняється пишною декорацією. Будівля зведена в стилі еклектизму, з фасадом, що виходить на вулиці Європейську і Михайловича (колишню Рум'янцівську). 

## Архітектура
Будинок у стилі класицизму з елементами рококо зведений у 1899 році за проектом губернського архітектора Антона Сваріка для Товариства взаємного кредиту. Пишно декорований фронтон будівлі увінчаний скульптурною композицією двох жіночих фігур з гербом Товариства. Симетрично від центру, на флангах будівлі влаштовані входи, які прикрашені двоколонними портиками з пілястрами і трикутними фронтонами. Поверхні стін облицьовані декоративною цеглою, а вікна мають прямокутну і арочну форму. Композиційно будинок будувався з розрахунком, що стане видовим завершенням вулиці Суворівської.    

### Інтер'єр
Будівля привертає до себе увагу не лише своєю зовнішньою архітектурою, а й внутрішнім оздобленням. Художній розпис і ліпнина на стелях, урочисті образи міфічних богів утверджували мудрість, світло і розум людини, його віру у перемогу добра над злом. Велику залу прикрашали витончені барельєфи.

## Історія
В будівлі була розміщена перша кредитна установа Херсона, відкрита в січні 1874 року. Діяльність товариства ґрунтувалася на принципі взаємодопомоги місцевих підприємців. Доступний банківський кредит сприяв розвитку промисловості і торгівлі в місті. До 70-х років XIX століття в Херсоні не було кредитних установ, і городяни повинні були звертатися до приватних осіб, які давали гроші в борг під 12-15% річних. Платити такі відсотки було обтяжливо для більшості херсонців, тому з ініціативи групи херсонських купців і підприємців у 70-х роках XIX століття було засновано Товариство взаємного кредиту, яке відкрило банк. Статут Товариства було затверджено у 1873 році, і банк почав давати кредити на пільгових умовах. Він був підмогою для небагатих жителів Херсона, які виявляли бажання зайнятися комерцією. Серед засновників банку були підприємці: І.І. Корбуль, А.І. Вадон, А.І. Волохін та інші. 
У 1923 році в будівлі розміщувалося транспортне споживче товариство, а з 1930-х років – Херсонський інститут фізичних методів лікування. в даний час тут знаходиться Міський центр реабілітації та відновного лікування (пізніше його називали Бальнеологічною лікарнею або Грязелікарнею), який заснував доктор Векслер.
У повоєнні роки і до середини 1990-х будівля перебувала у відомстві лікарні Комсомольського (Корабельного) району. У колишньому круглому банківському операційному залі, розділеному розсувними ширмами, знаходилися кабінети фізіотерапії, у правому крилі — ендокринологічне відділення, а в колишньому сховищі цінностей (підвал) — кухня-їдальня. Частина приміщення, яка знаходилася по вулиці Гетьмана Сагайдачного, була виділена під грязелікарню, випаровування якої за десятиліття зруйнували фарби та ліпнину внутрішнього інтер'єру будівлі.
На початку 2004 року будівлю придбала ТОВ «Комерційна компанія групи НРБ-Україна», керівництво якої повноцінно реставрувало архітектурну пам'ятку міста Херсон.

### Церемонія відкриття

Поштова листівка початку ХХ ст.

Урочисте закладання будівлі правління та банку Товариства взаємного кредиту відбулося 4 квітня 1899 року. На призначену годину стали збиратися запрошені. Після прибуття духовенства Успенського собору відбулося богослужіння. До моменту закладки протоієрею Володимиру Єфремову для прочитання піднесли виготовлену металеву дошку з наступним вирізаним написом: «У літо від Різдва Христового 1899 квітня 4 дня в благополучне царювання імператора Миколи II за губернатора князя І.І. Оболенського, за почесного городянина Волохіна, за голови правління Товариства взаємного кредиту спадкового почесного громадяниноа С.І. Волохіна, за членів правління цього М.Є. Беккера, К.І. Фінкельштейна і М.Є. Гойхе виконана закладка цієї будівлі, що будується за планом архітектора А.І. Сваріка і призначена служити для потреб Товариства взаємного кредиту, що протягом 25-річного свого існування неухильно йшло вперед шляхом процвітання та на користь численним членам його». Крім того, виготовлено також напис на пергаменті з поіменним складом управління Херсонського товариства взаємного кредиту.
Дощечку та пергамент із написами вклали у металевий футляр та опустили під фундамент. Після богослужіння робітників запросили до щедро накритого столу. С.І. Волохін та О.Н. Бігун виголосили тости. Пізніше присутні вирушили до приміщення правління, де також було накрито стіл. Виголошувалися тости і промови за розвиток і процвітання справ Товариства взаємного кредиту.

### Міські легенди
Оскільки будівля Товариства взаємного кредиту відома на все місто своїм розкішним фасадом, і є улюбленим об'єктом для постановочних фото, – містяни склали кілька легенд про цю будівлю. Одна з них розповідає про заможного херсонського купця, який мав двох дочок. Купець не шкодував грошей на їх освіту, дозвілля і розваги. Одного разу доньки купця вирішили прогулятися Дніпром на човні. Батько погодився на цю розвагу заради улюблених дітей. Батько наказав своїм слугам пильно стежити за дівчатами. Однак молодиці ошукали слуг – сіли в човен і самостійно попливли на середину Дніпра, де не впорались із керуванням. Човен перекинувся і обидві дівчини потонули. Довго горював невтішний батько, який втратив найдорожчих у своєму житті. Згодом збудував на згадку про своїх дочок на головній вулиці Херсона будівлю, оздобою своєю схожу на білу сукню нареченої, і прикрасив будівлю вінцем зі скульптурами дочок із веслами в руках. Сам же, переконавшись, що ошатнішої будівлі не знайти у місті, роздав своє багатство жебракам і пішов у монастир.

### Спроби пограбування
У місцевій пресі зафіксовано щонайменше одну спробу пограбування банку. У листопаді 1919 року, під час окупації Херсона Збройними силами Півдня Росії, на будівлю банку було скоєно напад. Шайка бандитів спробувала потрапити до приміщення, однак банківська охорона забарикадувалась всередині. Розпочалась перестрілка, яку почув один з денікенських патрулів, що прийшов на підмогу охоронцям. В результаті короткого бою було затримано двох бандитів. Наступного дня над ними відбувся суд, а ще через день газета «Родной край», яку видавали в зайнятому денікінськими військами Херсоні, повідомила: «Вчора вночі було виконано смертний вирок над грабіжниками Камінським і Довбишем, які вчинили наліт на 1-е Товариство взаємного кредиту». Бандитів повісили на Суворовській (Європейській) вулиці навпроти будівлі Товариства.

## Галерея

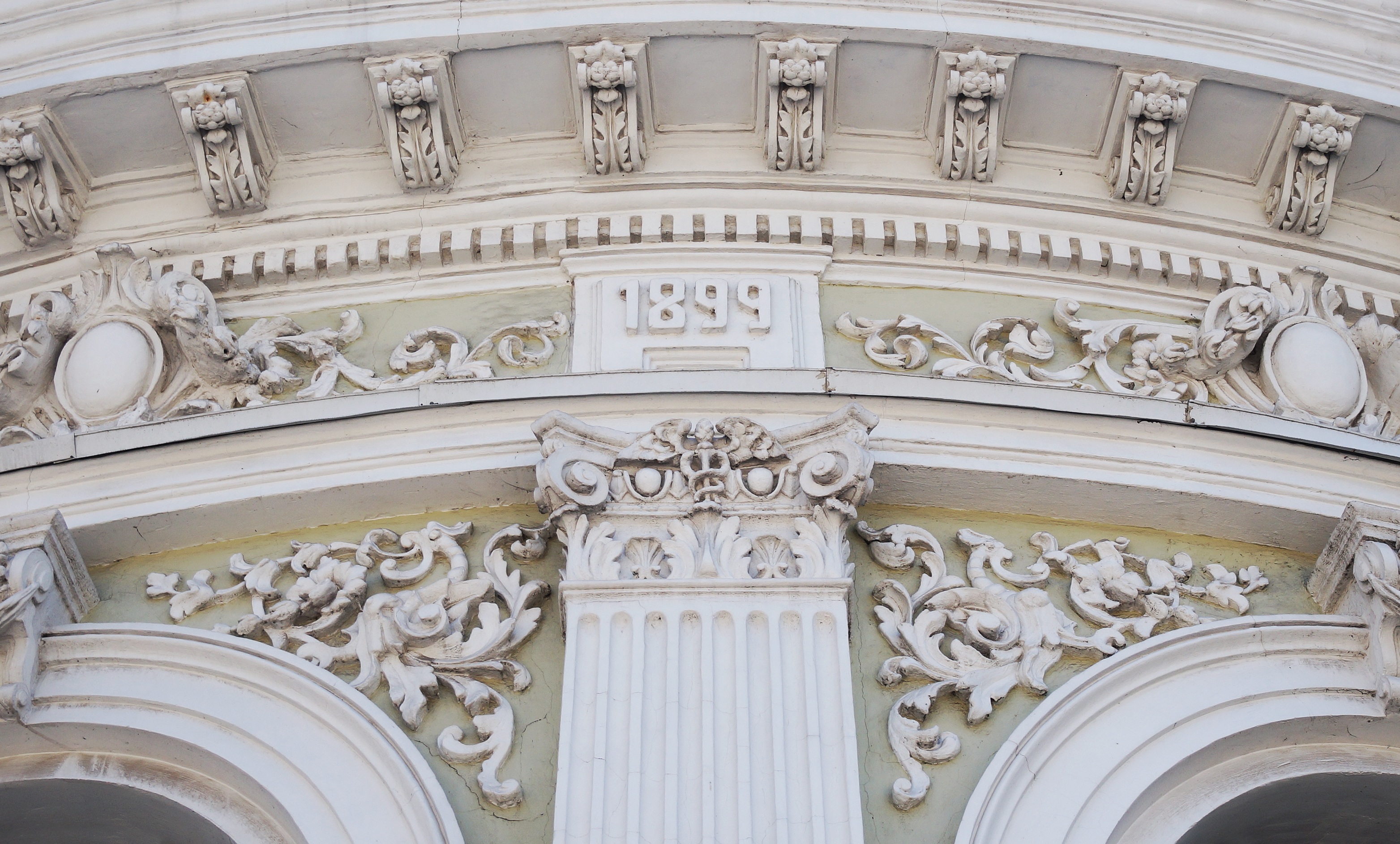
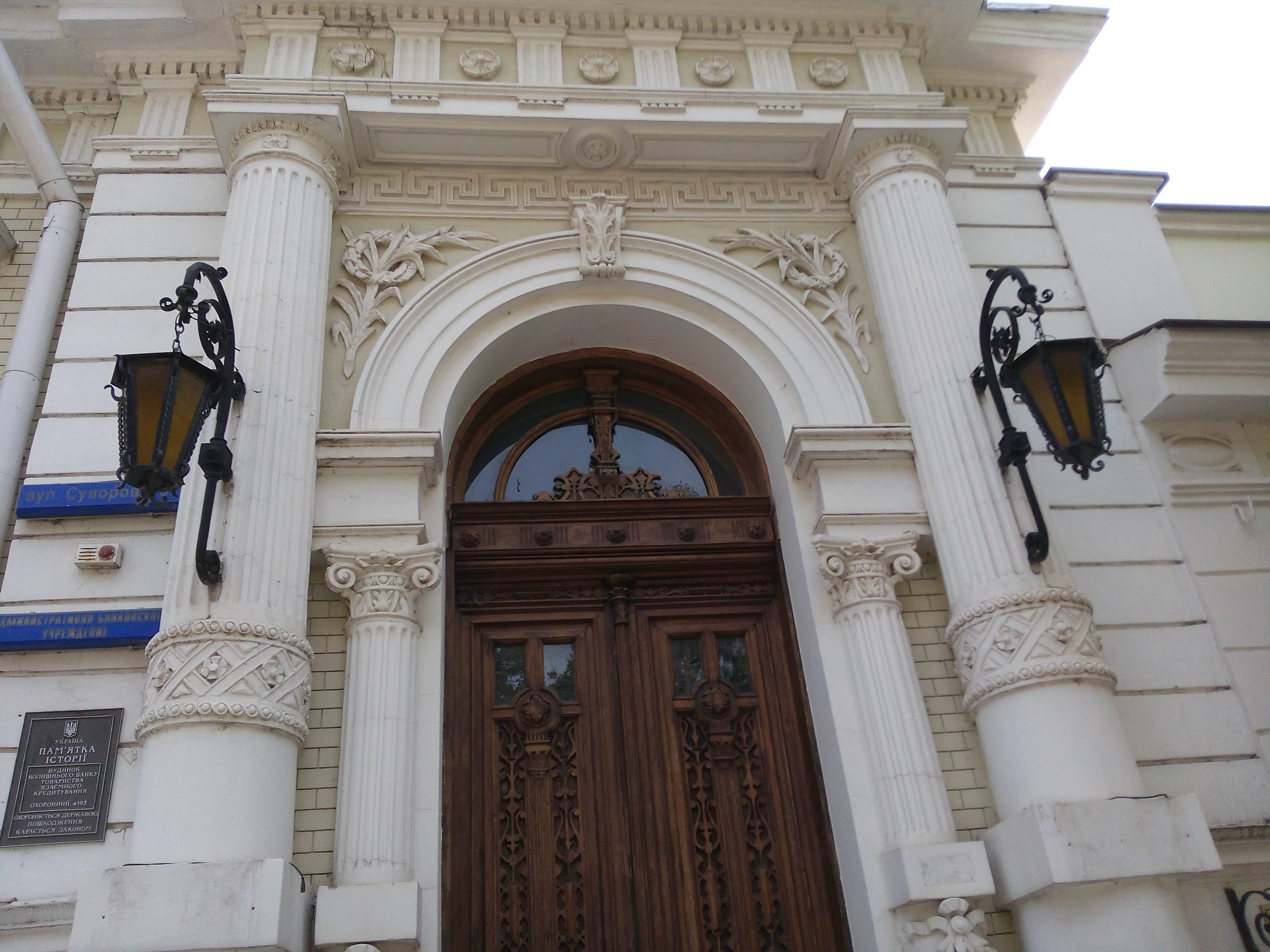
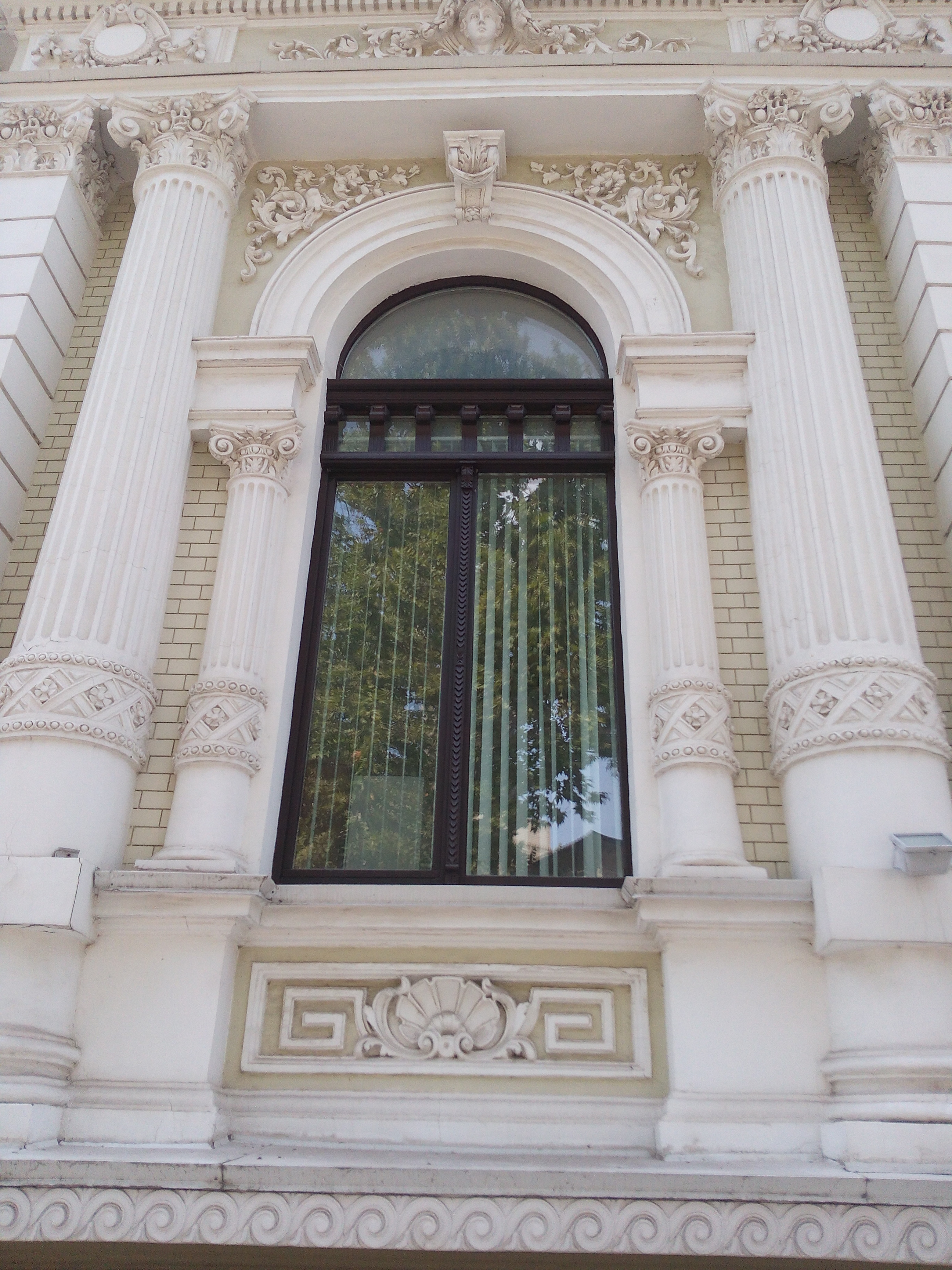
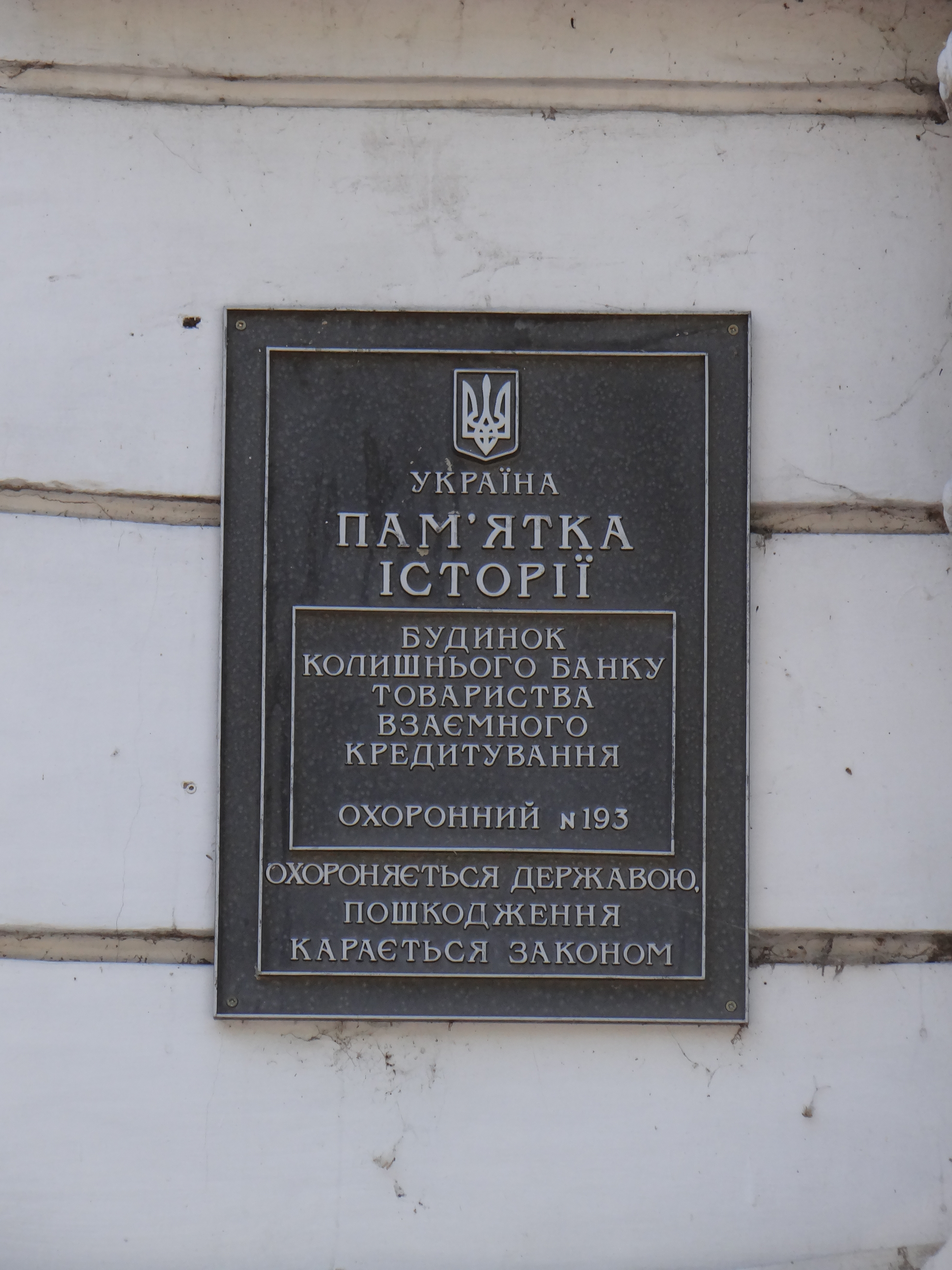